# Karrenbüchse
Eine Karrenbüchse ist eine vom 18. bis zum 19. Jahrhundert gebräuchliche historische Jagdwaffe.
Es handelt sich um eine Büchse oder Hakenbüchse mit überlangem Lauf, die schon aus Gewichtsgründen nur auf einem Wagen (Karren) mitgeführt und dort aufgestützt wurde. Dieser wurde beispielsweise als Heuwagen getarnt und ermöglichte es, die bis über drei Meter langen Waffen vor den zu bejagenden Beutetieren wie Kranichen, Gänsen, Trappen oder Reihern zu verbergen. Meist wurden mehrere Karrenbüchsen mitgeführt, um eine schnelle Schussfolge zu gewährleisten. Auch mehrläufige Büchsen, die mit einem Schloss abgefeuert wurden, waren möglich. Der lange Lauf sollte die Treffsicherheit bei hoher Schussweite steigern.
Hinsichtlich des langen Laufs und des Einsatzzwecks der Jagd erinnert die Waffe auch an die Punt Gun, bei der es sich allerdings um eine Schrotflinte handelt.
Karrenbüchsen kamen auch als Kriegswaffen zum Einsatz. So wurde eine solche Waffe auch als „König Carl’s Karrenbüchse“ bekannt, die nach dem schwedischen König Karl benannt war, weil dieser ihre Fertigung 1869 mit detaillierten Angaben vorgeschlagen hatte.
Die Karrenbüchse wurde mit Verbesserung kurzläufiger Waffen im 19. Jahrhundert überflüssig.
Die Beschreibung einer Karren-Büchse als Jagdwaffe aus dem Jahr 1731 gibt folgendes an:

„Karren-Büchse, ist ein Feuer-Gewehr, so auf einem Karren, welches der Schießkarren genennt wird festgemacht ist […] Der Karren hat zwey Räder, hinten an demselben ist eine starke eiserne Gabel, die man mit einem Gewerbe, hin und wieder, hoch und niedrig, wenden kann. In dieser Gabel lieget ein Doppel-Hacken oder grosses metallenes Rohr mit einem Feuer- oder Büchsenschloss, und rechten Schafft wie ein Ziel-Rohr mit einem beqvemen Anschlag und Absehen, das wird mit einem eisernen Durchzug an die Gabel fest gemacht, dass es nicht wanken oder stossen kann. […]“